# Relations entre l'Indonésie et la Norvège
Les relations entre l'Indonésie et la Norvège sont les relations extérieures entre l'Indonésie et la Norvège.

## Histoire
Les relations diplomatiques entre la Norvège et l'Indonésie ont été établies le 25 janvier 1950. L'Indonésie a une ambassade à Oslo et la Norvège a une ambassade à Jakarta.